# كارل بورتر دونكان
كارل بورتر دونكان (بالإنجليزية: Carl Porter Duncan)‏ هو عالم نفس أمريكي، ولد في 27 ديسمبر 1921 في بريسكيو إزلي في الولايات المتحدة، وتوفي في 9 أغسطس 1999 في Libertyville, Illinois ‏ في الولايات المتحدة.